# Holoteleia bicolor
Holoteleia bicolor är en stekelart som först beskrevs av Alan John Harrington 1899.  Holoteleia bicolor ingår i släktet Holoteleia och familjen Scelionidae. Inga underarter finns listade i Catalogue of Life.